# بیبی هویی (خواننده)
بیبی هویی (انگلیسی: Baby Huey؛ ۱۷ اوت ۱۹۴۴ – ۲۸ اکتبر ۱۹۷۰) یک موسیقی‌دان اهل ایالات متحده آمریکا بود.